# アキュラ・ADX
ADX（エーディーエックス）は、本田技研工業が製造しアキュラブランドで販売する、プレミアム・コンパクト・クロスオーバーSUVである。

## 概要
ADXはインテグラ、11代目シビック、ZR-V/HR-Vと同じ先進グローバル・アーキテクチャーで設計されている。2024年11月に発表され、2025年モデルとして2025年初頭に発売された。
パワートレインは、インテグラに搭載されたターボチャージャー付き1.5リッターVTEC4気筒エンジンが標準設定され、最高出力190ps/6,000rpm、最大トルク179lb.ft/1,700-5,000rpmを発生する。トランスミッションはCVTが全モデルに標準装備されている。
ADXは、米国と日本以外で組み立てられる最初のアキュラモデルである。他の米国製アキュラモデルとは異なり、ADXはメキシコのグアナファト州セラヤにあるホンダ工場で、北米市場向けのホンダHR-Vとともに生産される。